# Gunnar Asplund

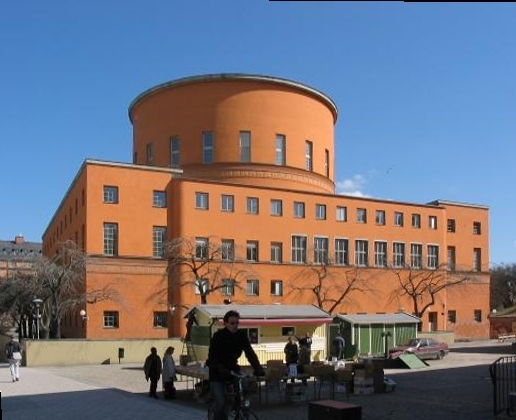
Openbare bibliotheek van Stockholm

Erik Gunnar Asplund (Stockholm, 22 september 1885 – aldaar, 20 oktober 1940) was een Zweeds architect, die vooral bekend is als vertegenwoordiger van de Zweedse neoclassicistische architectuur van de jaren 1920. Gedurende de laatste tien jaar van zijn leven was hij een voorvechter van de modernistische stijl die in Zweden doorbrak dankzij de Stockholm-tentoonstelling (Stockholmsutställningen) van 1930. 
Zijn bekendste werken zijn de Openbare bibliotheek van Stockholm uit 1928 en het kerkhofpark Skogskyrkogården, dat als werelderfgoed is erkend door de UNESCO, en dat hij samen met Sigurd Lewerentz tussen 1917 en 1920 realiseerde.